# رکسونا
رکسونا (انگلیسی: Rexona) شرکت لوازم بهداشتی استرالیایی است، که در سال ۱۹۰۸ تأسیس شد.